# Paul Cuisset
Pour les articles homonymes, voir Cuisset.
Paul Cuisset, né en 1964, est un créateur français de jeu vidéo ; il a été vice-président de création de Delphine Software et le fondateur du studio VectorCell.
Il a collaboré sur le portage d'un de ses titres phare, Darkstone, sur mobiles et a travaillé sur Subject 13.

## Ludographie
| Nom du jeu                | Date | Fonction occupée                                                         |
| ------------------------- | ---- | ------------------------------------------------------------------------ |
| Phoenix                   | 1987 | Programmation                                                            |
| Bio Challenge             | 1988 | Programmation                                                            |
| Space Harrier             | 1988 | Programmation                                                            |
| Les Voyageurs du temps    | 1990 | Auteur. Programmation, game design et scénario                           |
| Operation Stealth         | 1990 | Auteur. Programmation, game design et scénario                           |
| Croisière pour un cadavre | 1991 | Auteur. Scénario / programmation et système d'évolution des cinématiques |
| Flashback                 | 1992 | Auteur. Programmation, game design et scénario                           |
| Shaq Fu                   | 1994 | Auteur.Programmation, game design et scénario                            |
| Fade to Black             | 1995 | Auteur. Programmation, game design et scénario                           |
| Time Commando             | 1996 | Remerciements                                                            |
| Moto Racer                | 1997 | Auteur. Programmation, game design                                       |
| Moto Racer 2              | 1998 | Auteur. Game design                                                      |
| Darkstone                 | 1999 | Auteur. Programmation, game design et scénario                           |
| Moto Racer 3              | 2001 | Auteur. Game design                                                      |
| Mr. Slime Jr.             | 2008 | Programmation, game design et scénario                                   |
| Amy                       | 2012 | Auteur. Programmation, game design et scénario                           |
| Flashback HD              | 2013 | Auteur. Programmation, game design et scénario                           |
| Subject 13 (en)           | 2015 | Auteur, Programmation, game design et scénario                           |
| Flashback 2               | 2023 | Auteur, Programmation, game design et scénario                           |